# Heeresgruppe Weichsel
Heeresgruppe Weichsel was een legergroep van het Duitse leger tijdens de Tweede Wereldoorlog. Deze Heeresgruppe werd opgericht op 24 januari 1945 en werd opgeheven op 8 mei 1945 als gevolg van de algehele capitulatie van Duitsland.

## Geschiedenis
Op 24 januari kreeg Reichsführer-SS Heinrich Himmler het bevel van Heeresgruppe Weichsel en kreeg de beschikking over restanten van de teruggetrokken 2. Armee van Heeresgruppe Mitte en 9. Armee van Heeresgruppe A. Daarnaast kreeg Himmler de beschikking over de nieuw opgerichte 11. Armee. Heeresgruppe Weichsel was vanaf toen verantwoordelijk voor het front van Glogau tot Elbing, maar wegens aanhoudende druk van de Sovjetlegers en de incompetentie van Himmler moest zij zich verder terugtrekken.
Na het mislukken van Operatie Sonnenwende werd de 2. Armee van Heeresgruppe Weichsel afgesneden tijdens het Pommerenoffensief in Danzig en werd zij direct onder bevel van het OKH geplaatst. Nadat Generaloberst Gotthard Heinrici het commando overgenomen had, werd Heeresgruppe Weichsel gereorganiseerd en lukte het hem om het Sovjetleger in de Slag van Oder-Neißse een ruime week tegen te houden, waardoor het fort Küstrin geëvacueerd kon worden.
In de Slag om de Seelower Höhen werd Heeresgruppe Weichsel in tweeën geslagen. De 9. Armee moest zich terugtrekken naar het zuiden en werd in de Slag om Berlijn en in Kessel von Halbe volledig weggevaagd. De toegevoegde 3. Panzerarmee en de zojuist opgerichte 21. Armee werden naar Mecklenburg gedirigeerd. Heinrici weigerde een bevel van Hitler om Berlijn te ontzetten uit te voeren en werd vervangen door Generaloberst Kurt Student, maar ook deze slaagde wegens de toen heersende chaotische toestand er niet in om een daadwerkelijke aanval uit te voeren. Het grootste deel van Heeresgruppe Weichsel trok zich daarna meer en meer terug naar het westen, waar het zich op 8 mei overgaf aan de geallieerden.

## Commandanten[1]
| Rang                   | Naam                  | Begin           | Eind          | Opmerking |
| ---------------------- | --------------------- | --------------- | ------------- | --- |
| Reichsführer-SS        | Heinrich Himmler      | 28 januari 1945 | 20 maart 1945 | |
| Generaloberst          | Gotthard Heinrici     | 20 maart 1945   | 28 april 1945 | Op staande voet ontslagen door Generalfeldmarschall Wilhelm Keitel, dit vanwege van een ongeoorloofde terugtrekking.       |
| General der Infanterie | Kurt von Tippelskirch | 28 april 1945   | 29 april 1945 | (mit der Führung beauftragt) (vrije vertaling: met het leiderschap belast)                                                 |
| Generaloberst          | Kurt Student          | 29 april 1945   | 8 mei 1945    | Op 1 mei 1945 kwam Student uit Nederland echter pas aan, om fysieke het bevel over Heeresgruppe Weichsel op zich te nemen. |

## Stafchefs van de Heeresgruppe Weichsel
| Rang                                             | Naam                 | Begin                         | Eind          | Opmerking |
| ------------------------------------------------ | -------------------- | ----------------------------- | ------------- | --------- |
| SS-Brigadeführer en Generalmajor in de Waffen-SS | Heinz Lammerding     | Oprichting - 25 januari 1945  | 21 maart 1945 |           |
| Generalleutnant                                  | Eberhard Kinzel      | 21 maart 1945                 | 22 april 1945 |           |
| Generalmajor                                     | Ivo-Thilo von Trotha | 22 april 1945                 | 28 april 1945 |           |
| Generalmajor                                     | Erich Dethleffsen    | 28 april 1945 - 30 april 1945 | 4 mei 1945    |           |

## Eenheden
| Periode      | Eenheden                                       |
| Februar 1945 | 2e Leger, 11e Leger, 9e Leger                  |
| Maart 1945   | 2e Leger, 3e Pantserleger, 9e Leger, 11e Leger |
| April 1945   | 3e Pantserleger, 9e Leger, 21e Leger           |

## Veldslagen
- Operatie Sonnenwende
- Slag om Oder-Neiße
- Slag om de Seelower Höhen